# جوجه‌تیغی‌های آفریقایی
جوجه‌تیغی‌های آفریقایی(نام علمی: Atelerix) نام یک سرده از زیرخانواده جوجه‌تیغی است.

## گونه ها
- جوجه‌تیغی چهارانگشتی (Atelerix albiventris)
- جوجه‌تیغی آفریقایی شمالی (Atelerix algirus)
- جوجه‌تیغی آفریقایی جنوبی (Atelerix frontalis)
- جوجه‌تیغی سومالی (Atelerix sclateri)